# Adolf Pytlík
Adolf Pytlík (19. června 1839, Plzeň – 23. května 1908, Plzeň) byl český sládek a průmyslník, vážený měšťan a čestný občan města Plzně a mecenáš podnikající zde v oboru sladovnictví a pivovarnictví. Byl též členem výkonné rady Měšťanského pivovaru (Plzeňský Prazdroj). Ve své době se jednalo o jednoho z nejváženějších a nejbohatších obyvatel města.

## Životopis

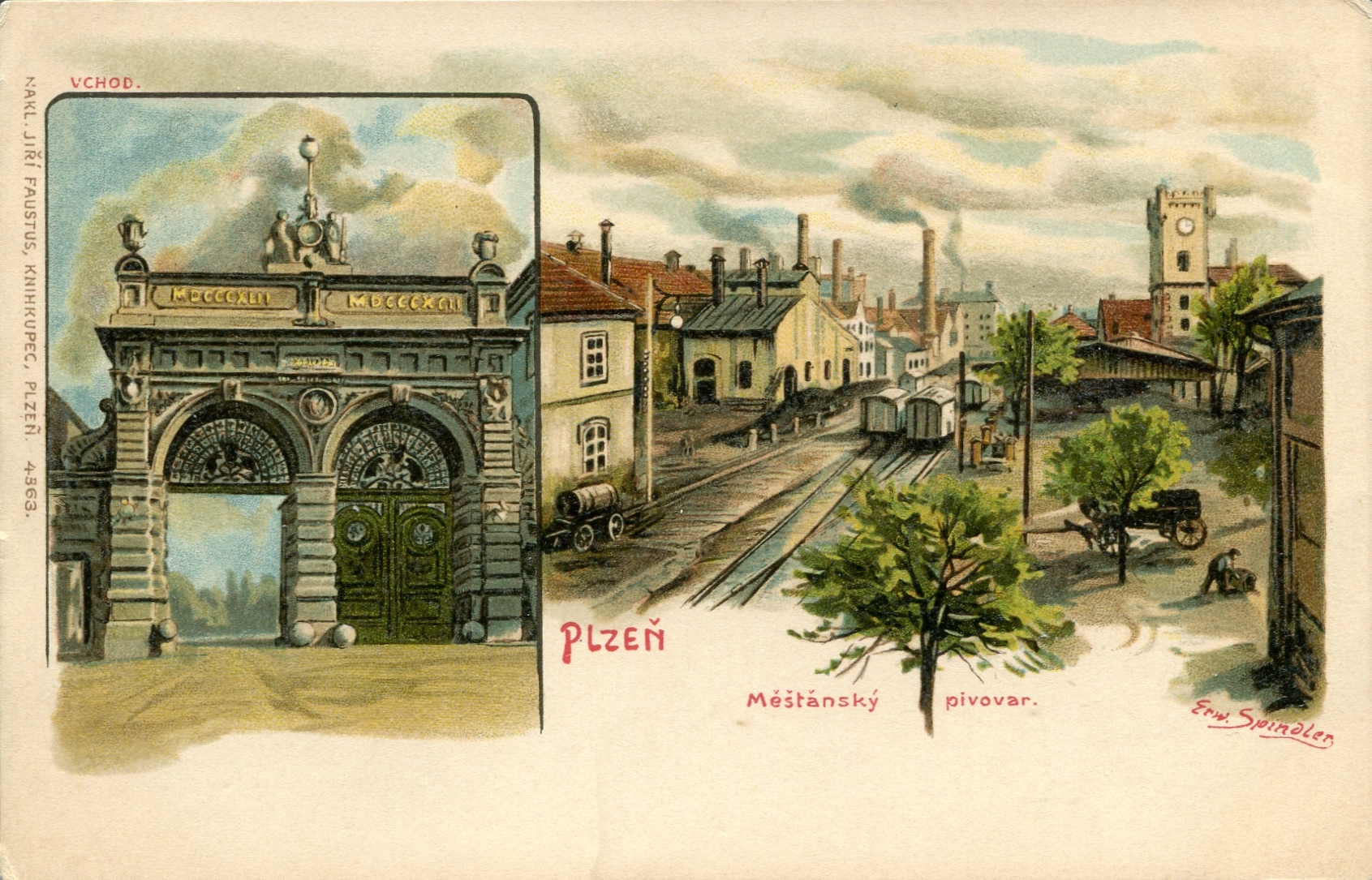
Měšťanský pivovar v Plzni (pohlednice)

Narodil se v Plzni, vychodil místní reálku. V 60. letech 19. století provozoval v Plzni prosperující sladovnu, která dodávala slad pro Měšťanský pivovar. Při hospodářské krizi v roce 1873 se roku 1874 finančně zaručil částkou 160 000 zlatých za schopnost splácet městský dluh. Od roku 1878 působil ve vedení Měšťanského pivovaru.

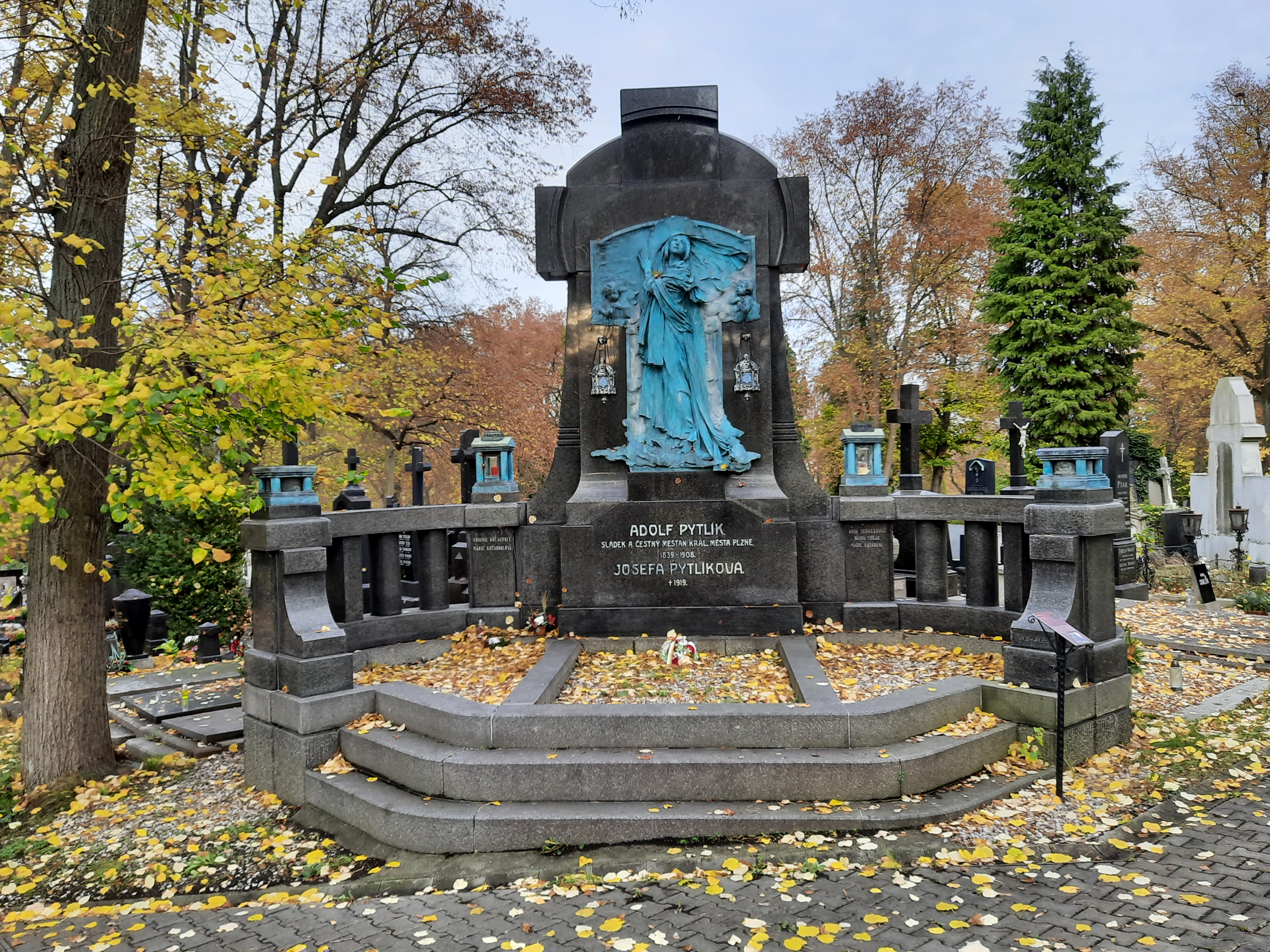
Hrobka rodiny Adolfa Pytlíka na Ústředním hřbitově v Plzni (vystavěla firma Jan Cingroš, návrh: Vilém Amort)

Pytlík se čile zapojoval též do městského života, zejména česky mluvící společnosti, v Plzni. Stal se členem řady spolků: byl zakladatelem Okrašlovacího spolku, který ve městě zřídil několik sadů a parků, členem výboru a ředitelství městské spořitelny, členem plzeňské Měšťanské besedy. Se svou manželkou Josefínou finančně podporovali instituce pro výchovu mládeže: městský sirotčinec či Spolek pro pěstování her české mládeže.
Roku 1901 bylo Adolfu Pytlíkovi uděleno čestné občanství města Plzně.

### Úmrtí
Adolf Pytlík zemřel 23. května 1908 v Plzni ve věku 69 let a byl pochován ve výstavné hrobce na plzeňském Ústředním hřbitově, nedaleko hřbitovního kostela svatého Václava. Secesní hrobku se sochařskou výzdobou a kovovými odlitky vytvořil známý pražský sochař Vilém Amort, který se na tvorbu náhrobků zaměřoval.

### Rodinný život
Čtyřicetičtyřletý Adolf Pytlík se 18. června 1883 v Plzni oženil s třiceti letou Josefínou (nar. 21. ledna 1853 v Plzni), dcerou měšťana a pekaře Jiří Schillera. Jeho manželka ho přežila o 11 let a zemřela 29. července 1919.